# Karel Kníže
Karel Kníže (* 7. října 1941 – 10. ledna 2018) byl sběratel a lovec kaktusů, sukulentů, bromelií a tilandsií českého původu, dlouhodobě žijící v Peru. Jím založená aklimatizační a pěstitelská firma patřila k dodavatelům bromelií světovým zahradnickým firmám. Byl důstojným pokračovatelem tradice Benedikta Roezla, Tadeáše Haenkea a Alberta Vojtěcha Friče.

## První výpravy z Čech
První cestu za kaktusy začal Karel Kníže 5. ledna 1967. Tehdy byl zaměstnán v botanické zahradě UK v Praze, v oddělení kaktusů. Vypravil se rovnou do cestovatelsky obtížné a sběratelsky málo probádané oblasti, do Chile. První sběry započal v okolí města La Serena a hned první den byl zatčen pro podezření z vraždy. V okolí totiž byly zabity dvě ženy velkým nožem a podobný si na svou výpravu mladý dobrodruh vzal. Nedorozumění se však rychle vysvětlilo. Sběry v Chile byly velmi úspěšné. Z Chile se potom přesunul sbírat kaktusy do Uruguaye a Brazílie. Z první cesty přivezl 167 položek pod sběratelskou značkou KZ.
Na druhou cestu se Karel Kníže vypravil 12. září 1968. Sběry začal v oblasti holandských Antil na ostrově Curaçao. Odtud se přesunul do Ekvádoru a na jaře roku 1969 do Peru. Zde sbíral tehdy málo známé vysokohorské kaktusy. Z této cesty se již do okupovaného Československa nevrátil.

## Život v Bolívii a Peru
První období prožil v Bolívii, později žil především v Peru. Odsud podnikal objevitelské výpravy do Brazílie, Argentiny, Ekvádoru a zejména do Chile a do Bolívie. Zde prozkoumal naleziště tehdy méně známých horských rodů kaktusů jako Borzicactus, Loxanthocereus, Arequipa, Matucana. Nalezl další nové taxony oblíbených rodů Rebutia, Sulcorebutia, Weingartia, Parodia. Mezi nejvýznamnější objevy patří Cintia knizei, zvláštní miniaturní kaktus, který dal vzniknout novému rodu. Významně přispěl k prozkoumání nalezišť chilských kaktusů. Sbíral a objevoval nejen kaktusy, ale i jiné sukulenty, bromelie a tilandsie. Při prvních cestách používal sběratelskou značku KZ, později přešel na značku KK a první čísla přeznačil. Soupis jeho polních čísel obsahuje 2176 položek.
V Peru v Limě založil aklimatizační a pěstitelský podnik (Plantas exoticas Knize), odkud rostliny byly dodávány zahradnickým podnikům ve světě. Firma měla zaměstnance a spolupracovníky v Peru, Bolívii a Chile. 
Karel Kníže kaktusy sbíral, ale taxonomicky nepopisoval. Jeho objevy využívali k popisům jiní taxonomové, např. mnoho jeho nálezů  parodií popsal Fred H. Brandt. Tvůrce popisu rodu Cintia Jan Říha Karla Knížete přibral jako koautora a jediný druh pojmenoval na jeho počest.

## Galerie

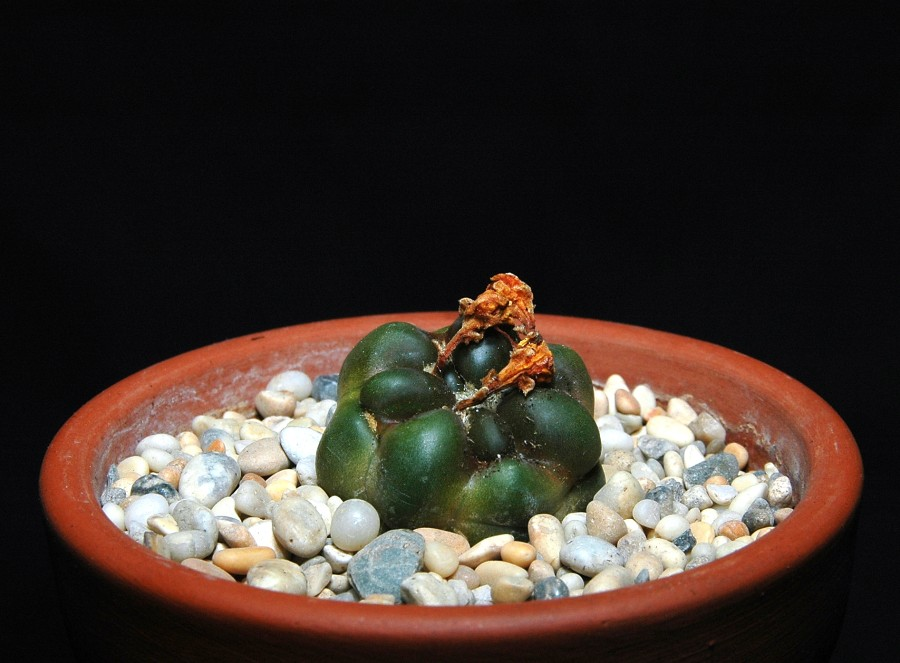
Cintia knizei je nejzvláštnější nález Karla Knížete.
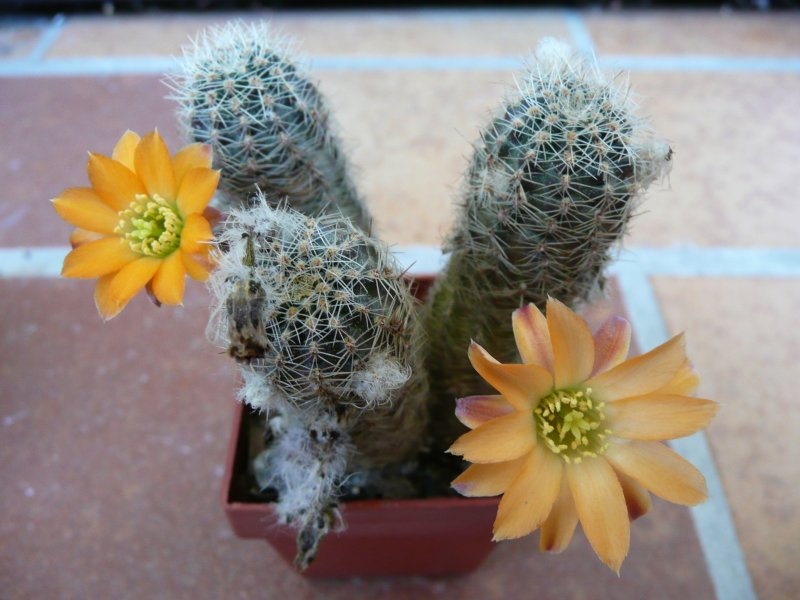
Další nález, Rebutia knizei, je zajímavá žlutým květem se zeleným jícnem.